# Flor de Venezuela
La Flor de Venezuela,oficialmente Centro Cultural Flor de Venezuela, también llamada alternativamente Flor de Hannover, es una estructura localizada en el área conocida como Triángulo del Este en Barquisimeto, Estado Lara, Venezuela.
Se trata de un diseño del arquitecto venezolano Fruto Vivas con un sistema de 16 pétalos que pueden abrirse y cerrarse. Se inspira en los tepuyes de la Gran Sabana de Venezuela y en la Flor nacional de Venezuela, la Orquídea. Posee numerosos jardines y bosques representativos de Venezuela, peceras, una biblioteca y un anfiteatro.
La estructura representó a Venezuela en la Exposición Universal de Hannover, Alemania, en el año 2000. Fue trasladada progresivamente a Venezuela empezando en 2006 e inaugurada en su actual posición en el año 2008 como propiedad del Estado venezolano, quien se la otorgó en comodato a la gobernación del estado Lara.
En 2013 diferencias en cuanto a la gestión del monumento entre la administración regional y la nacional, llevaron a que el Ministerio de Turismo tomara de nuevo el control directo sobre el monumento haciendo uso de una de las cláusulas del comodato, para un proceso de restauración de al menos 6 meses. Adicionalmente, el gobierno nacional declaró al espacio Patrimonio Cultural de la nación.